# Пулемётные гнёзда типа «Барбет» (КиУР)
Железобетонное пулемётное гнездо типа «Барбет» - разновидность долговременных огневых точек, строившихся в Киевском укреплённом районе.

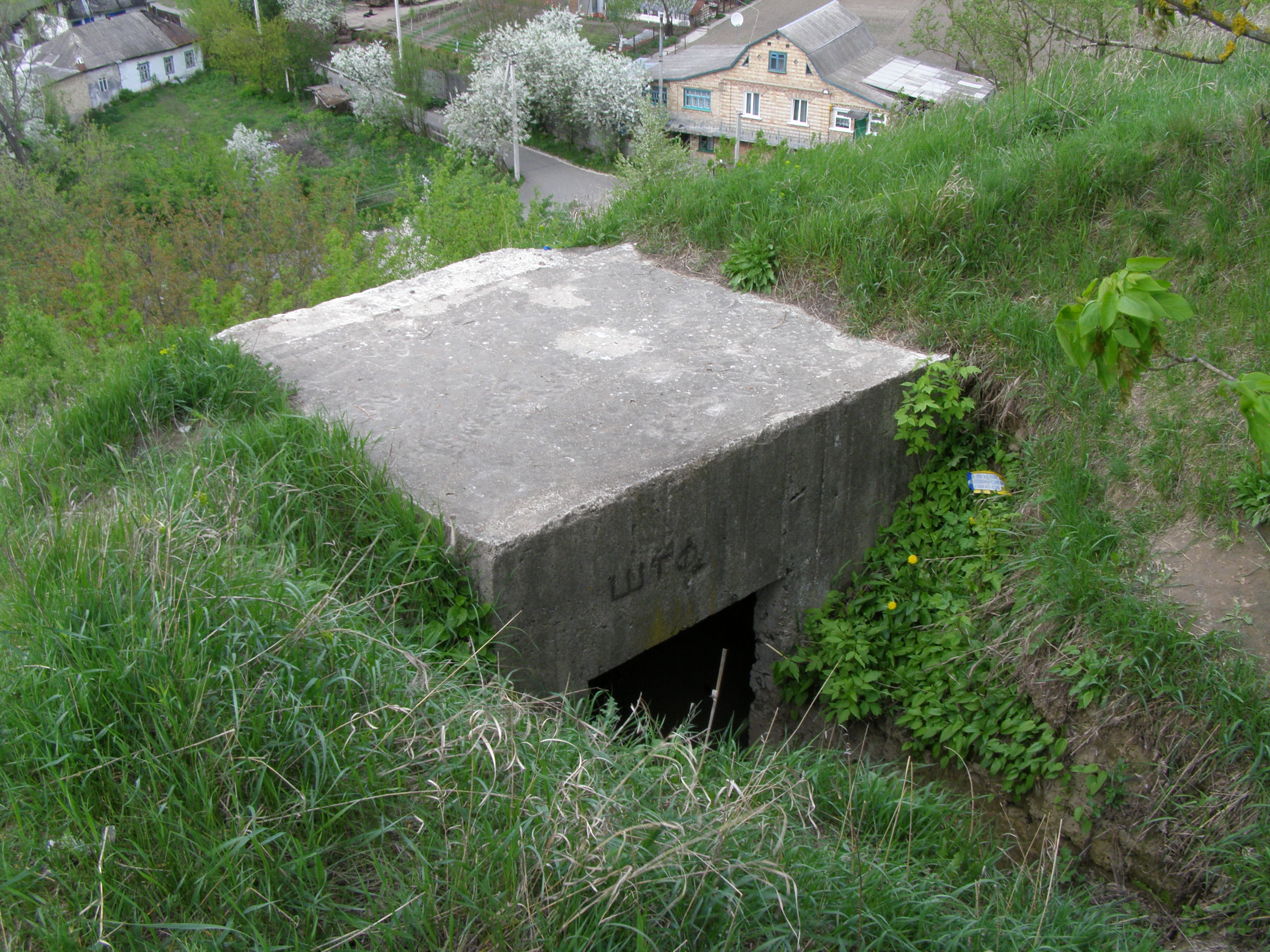
Пулемётное гнездо типа «Барбет» № 381, КиУР. Вид с тыла.

## Описание

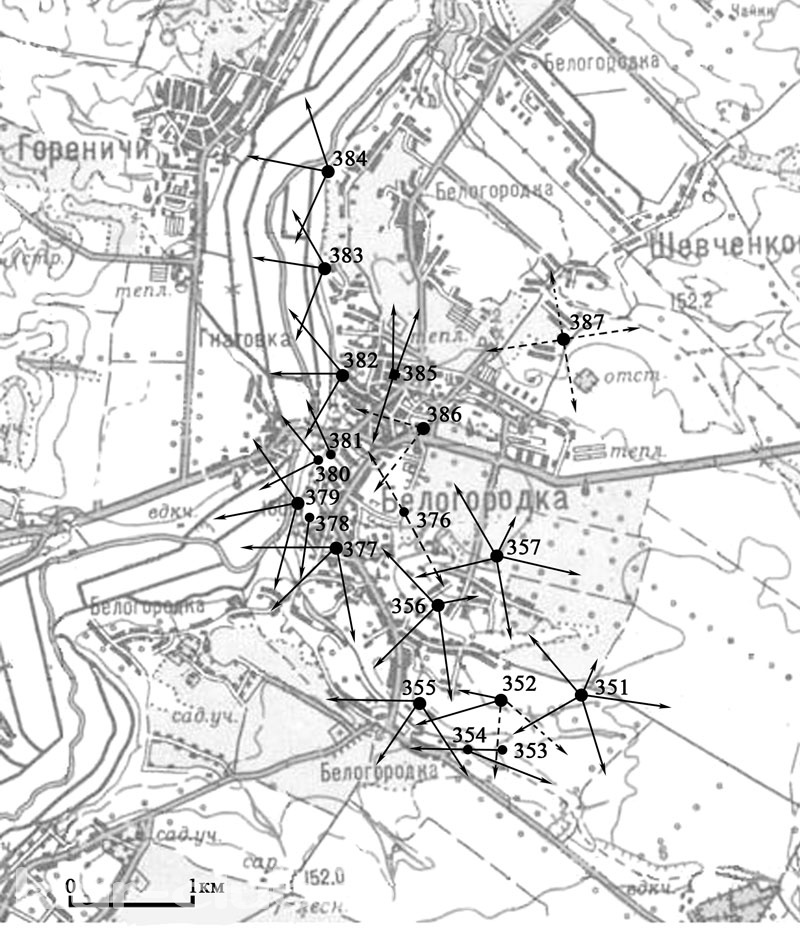
Гнёзда типа «Барбет» №№ 376, 378, 380, 381 в системе обороны 20-го БРО КиУР

Сооружения этого типа строились только в 20-м батальонном районе обороны, ответственного за прикрытие участка у села Белогородка. Это была простейшая огневая точка с одним казематом с 1 или 2 амбразурами без внутреннего оборудования, кроме деревянных столов, на которых устанавливались ручные или станковые пулемёты. В задней части имелся открытый вход. Толщина напольной стены и перекрытия составляла около 30 - 32 см., а боковых стен - 18 см. Всего построено 4 точки типа «Барбет». К подобным лёгким оборонительным сооружениям КиУР относятся и ДОТ типа «МС», как например ДОТ № 420.

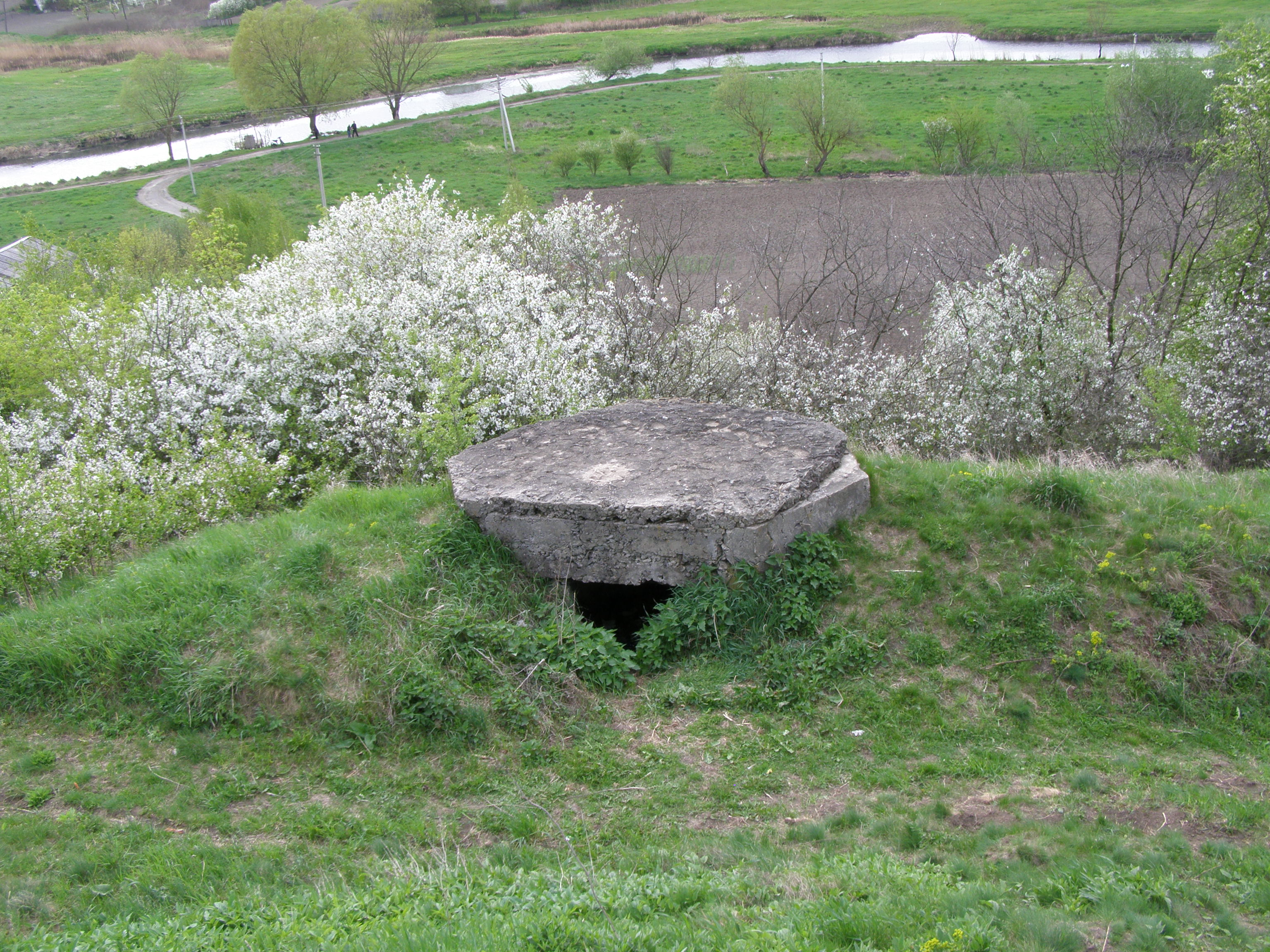
Пулемётное гнездо типа «Барбет» № 380, КиУР. Вид с тыла.

Такие 2-амбразурные пулемётные гнёзда были весьма удачно расположены в глубине обороны для прикрытия промежутков крупных ДОТ. А 1-амбразурные «Барбеты» - непосредственно на переднем крае укрепрайона на склонах берега реки Ирпень. Они также были хорошо замаскированы. 
Главный недостаток подобных сооружений - совершенно открытый вход. При близком разрыве снаряда возле этого проёма гарнизон мог выйти из строя от поражения осколками или же ударной волной.

## Служба
Гнёзда типа «Барбет» совместно с другими оборонительными сооружениями 20-го батальонного района обороны обеспечили надёжное прикрытие участка фронта близ села Белогородка. Тем самым советская сторона создала восточнее Белогородки мощную артиллерийскую группировку, которая постоянно вела опасный фланкирующий огонь по немецким войскам, наступавшим в начале августа 1941 года на участке Вита-Почтовая - Конча-Заспа с целью захватить КиУР и город Киев. Сам же противник не решался штурмовать участок 20-го БРО. Тем самым полностью оправдалось строительство «Барбетов». Во время второго штурма КиУР, который начался 16 сентября 1941 года, «Барбеты» не имели боевого контакта с врагом. Днём 18 сентября войска 37-я армии Юго-Западного фронта получают приказ-разрешение на оставление города Киев и КиУР. Гарнизоны долговременных сооружений были одними из последних, кто уходил на левый берег реки Днепр. Днём 19 сентября передовые части 71 пехотной дивизии заняли территорию 20-го БРО без боя, задерживая лишь красноармейцев-дезертиров и перебежчиков..